# 索超
索超，小说《大宋宣和遗事》及《水浒传》中的人物，河北人氏，原系大名府（今河北邯郸大名县）留守司正牌军。

## 性格特徵
索超手使金蘸斧、腳跨五花龍。七尺身材，面圆耳大，唇阔口方，腮边一部落腮胡须。
索超性急魯莽，故號「急先锋」，是大名府留守司副牌军周谨的师傅。

## 經歷
在杨志杀了牛二被发配到大名府后，梁中书欲提拔楊志而叫副牌军周谨和杨志比武，周谨戰敗後，副牌軍官銜改封楊志，索超得知愛徒敗戰拔官後大怒，主動挑戰杨志並請兵馬督監李成當裁判，兩人大战五十回合不分胜负，眼見不分勝負的李成為免兩人受傷急忙下令停止比武，並將結果稟報梁世傑，梁世傑便将索超、杨志同时升做管军提辖使，兩人也不打不相識結為好友。
在宋江兵打大名府时，索超奉命禦敌，被韩滔射伤左臂。他急于报仇中计落入梁山义军预设的陷坑而被活捉，杨志劝他归顺了梁山泊，为山寨马军八骠骑兼先锋使，把守正南旱寨。受招安后，随宋江、卢俊义征辽国、田虎、王庆。征方腊攻打杭州城时，索超和南军元帅石宝交战时，石宝没过几招便拨马诈逃，关胜急叫休去时，索超脸上着一锤，当下身死，被追封为忠武郎。
武强年画等一些中國民俗美术作品常见表现索超和杨志比武，京剧《大名府》、《收关胜》與元杂剧中也有索超的剧目。

## 影視
- 1998年央视版《水浒传》：张皓
- 2011年版《水浒传》：柳海龍